# Feix de His
Descobert el 1893 pel cardiòleg i anatomista suís Wilhelm His Jr., el feix de His (BH) :58o el His bundle (HB) :232(/hɪs/ "hiss") és una col·lecció de cèl·lules musculars del cor especialitzades per a la conducció elèctrica. Com a part del sistema de conducció elèctrica del cor, transmet els impulsos elèctrics des del node auriculoventricular (situat entre les aurícules i els ventricles) fins al punt de l'àpex de les branques fasciculars a través de les branques del feix. Les branques fasciculars condueixen llavors a les fibres de Purkinje, que proporcionen conducció elèctrica als ventricles, fent que el múscul cardíac dels ventricles es contragui a un interval de ritme.

## Funció
El feix de His és una part important del sistema de conducció elèctrica del cor, ja que transmet impulsos des del node auriculoventricular, situat a l'extrem anterior-inferior del septe interauricular, als ventricles del cor. El feix de His es ramifica en l'esquerra i la dreta branques del feix, que s'estenen al llarg de l'envà interventricular. La branca del feix esquerra es divideix encara més en els fascicles anteriors esquerres i els posteriors esquerres. Aquests feixos i fascicles donen lloc a filaments prims coneguts com a fibres de Purkinje. Aquestes fibres distribueixen l'impuls al múscul ventricular. El sistema de conducció ventricular comprèn les branques del feix i les xarxes de Purkinje. L'impuls triga uns 0,03 a 0,04 segons a viatjar des del feix de His fins al múscul ventricular.

## Importància clínica
Els trastorns que afecten els cardiomiòcits que formen el sistema de conducció elèctrica del cor s'anomenen blocs cardíacs. Els blocs cardíacs es separen en diferents categories en funció de la ubicació del dany cel·lular. Els danys a qualsevol de les cèl·lules conductores dins o per sota del feix de His s'anomenen col·lectivament "blocs infra-hisians". Per ser específics, els blocs que es produeixen a les branques del feix dret o esquerre s'anomenen " blocs de branca del feix ", i els que es produeixen als fascicles anteriors esquerres o posteriors esquerres s'anomenen "blocs fasciculars" o "hemiblocs". Les condicions en què es bloquegen tant la branca del feix dret com el fascicle anterior esquerre o el fascicle posterior esquerre es coneixen col·lectivament com a blocs bifasciculars, i la condició en què la branca del feix dret, el fascicle anterior esquerre i el fascicle posterior esquerre estan bloquejats s'anomena bloc trifascicular. Els blocs infra-hisians limiten la capacitat del cor per coordinar les activitats de les aurícules i els ventricles, la qual cosa normalment provoca una disminució de la seva eficiència en el bombeig de sang.

### El ritme
Un estudi de l'any 2000 va trobar que l'estimulació directa del feix His és més eficaç per produir una contracció ventricular sincronitzada i, per tant, per millorar la funció cardíaca, que la estimulació apical.

## Etimologia
Aquestes fibres musculars especialitzades del cor van rebre el nom del cardiòleg suís Wilhelm His Jr., que les va descobrir el 1893.